# Portrait d'une femme (pièce de théâtre)
Portrait d'une femme est une pièce de théâtre écrite par Michel Vinaver pendant l’année 1984. La pièce est lue en public par l'auteur le 6 mars 1985 au Théâtre Narration à Lyon et publiée en 1986 chez Actes Sud.

## Résumé
La pièce est inspirée par l’affaire Pauline Dubuisson. Michel Vinaver explique avoir conservé tous les numéros du Monde où figuraient des compte-rendus du procès. La pièce entrelace les séquences du procès de la meurtrière (appelée Sophie Auzanneau), avec des scènes de sa vie. Si les premières sont présentées dans un ordre chronologique, jusqu’au verdict, les secondes surgissent dans le désordre, au gré aux faits évoqués lors des interrogatoires et des plaidoiries et leur faisant écho.

## Scénographie
Pour réaliser la superposition des plans narratifs entre la relation des personnages Sophie-Xavier et le procès de Sophie. Michel Vinaver donne les indications scénographiques suivantes:   
«Un plateau qui peut être circulaire ou ovale, sans décor fixe. Présence permanent d'un machiniste qui apporte, retire ou déplace, en cours de jeu, les éléments mobiliers; ceux-ci appartiennent à deux registres fortement contrastés: d'une part les sièges, tables, lits, portes, etc., du monde extérieur, éléments monochromes, indifférenciés et inexpressifs, interchangeables, se confondant avec leur fonction; on les apporte ou les retire strictement suivant le besoin; d'autre part la figuration hyperréaliste de la cour d'assises de Paris en 1953, ou plutôt, de fragments de celle-ci, pièces éparses d'un puzzle incomplet, chacune traitée en trompe-l'œil; ces éléments peuvent comprendre la représentation de personnages humains (assesseurs, greffer, gardes, jurés, photographes, journaliste, public); ils ne quittent pas le plateau mais leur configuration se modifie, donnant une impression de mouvance perpétuelle, lente par à-coups.»
La pièce n'est pas divisée en actes et les seuls changements sont ceux de lieux:
| Scène | page | Endroit                       | Lieu |
| ----- | ---- | ----------------------------- | ---- |
| 1     | 501  | Studio de Xavier              | 1    |
| 2     | 505  | Une terrasse de café, à Lille | 2    |
| 3     | 507  | Chez les Auzanneau            | 3    |
| 4     | 507  | Dans une brasserie, à Paris   | 4    |
| 5     | 508  | Chez l'armurier, à Lille      | 5    |
| 6     | 510  | La chambre de Sophie          | 6    |
| 7     | 513  | Chez les Auzanneau            | 3    |
| 8     | 514  | Chez l'armurier, à Lille      | 5    |
| 9     | 514  | Un bistrot, à Lille           | 2    |
| 10    | 516  | Chez les Auzanneau            | 3    |
| 11    | 519  | Chambre de Xavier             | 7    |
| 12    | 520  | Chambre de Colonna            | 8    |
| 13    | 522  | Faculté de médecine           | 9    |
| 14    | 524  | Sur un trottoir, à Lille      | 10   |
| 15    | 525  | La chambre de Sophie          | 6    |
| 16    | 528  | L'hôpital de Dunkerque        | 11   |
| 17    | 529  | Chambre de Xavier             | 7    |
| 18    | 532  | Cabinet du Dr Schlessinger    | 12   |
| 19    | 534  | La chambre de Sophie          | 6    |
| 20    | 536  | Chambre de Xavier             | 7    |
| 21    | 539  | Chez les Auzanneau            | 3    |
| 22    | 539  | La chambre de Sophie          | 6    |
| 23    | 540  | La terrasse d'un café         | 13   |
| 24    | 542  | Cabinet du Dr Schlessinger    | 12   |
| 25    | 542  | La chambre de Sophie          | 6    |
| 26    | 543  | Chez les Auzanneau            | 3    |
| 27    | 545  | Musée des Beaux-Arts          | 14   |

### Enjeux d'écriture
Dans la France des années 50, l'affaire Pauline Dubuisson déchaine les passions. La meurtrière est condamnée le 20 novembre 1953 aux travaux forcés à perpétuité. En 1955, Pierre Scize, chroniqueur judiciaire du Figaro qui avait suivi le procès, s'interroge sur la raisonnabilité de celui-ci et le rôle jouée par la presse dans l'élaboration du portrait de la jeune femme: 
«Qui donc avait brossé de la coupable un si hideux portrait? Je me suis demandé, je me demande encore si ce ne fut pas nous. Nous: les journalistes.»
En 1984, Michel Vinaver s'empare du sujet, comme le réalisateur Henri-Georges Clouzot quatorze ans auparavant avec La Vérité. Il explique, deux ans plus tard, dans l'entretien susmentionné avec Barbara Métais-Chastanier, sa fascination pour son "opacité": 
«Je crois qu’il y avait une opacité du procès et du personnage qui me fascinait. […] Donc ce n’était pas une enquête sur les modalités du meurtre mais sur la personne de Pauline Dubuisson et de ceux qui l’entouraient, l’avocat, le juge... De qui s’agissait-il?»
Dans une perspective de reconstitution, le dramaturge se donne comme consigne « de ne pas chercher d’autres sources que les comptes-rendus parus dans le Monde » ainsi qu'« inclure et insérer dans la pièce tout propos cité, par qui que ce soit. De ne pas choisir. De ne pas sélectionner».

### Un personnage réfractaire
Comme l'explique Marianne Noujaim dans Le Théâtre de Michel Vinaver, l'enjeu du procès, tel qu’il est reconstitué par Michel Vinaver, n’est pas d’établir la culpabilité de la meurtrière, mais de déterminer le mobile du crime ou de l’assassinat: 
«La justification de l’acte commis repose alors, du côté de la défense, sur la revendication de circonstances atténuantes et du caractère passionnel du crime, tandis que la réfutation de la justification, de la part de l’accusation, soutient, au contraire, la préméditation et l’entière responsabilité du crime imputée à l’accusée.»
En s’inspirant de l'étude que Roland Barthes a consacrée dans ses Mythologies à l’Affaire Dominici, M. Noujaim rappelle que la définition du mobile va de pair avec la volonté de classer le caractère de l’accusé dans un certain « type ». Or, la Sophie Auzanneau de Vinaver résiste de manière consciente et volontariste à cette entreprise. Dans les scènes en flash-back qui composent un « portrait » éclaté – 27 scènes se déroulant dans 14 lieux –, elle répète à qui veut l’entendre qu’elle n’est pas réductible à une identité ou à une idée.

### Pièce-machine et pièce-paysage
À l'incapacité du discours judiciaire à saisir l'être de Sophie Auzanneau répond la poétique vinavérienne qui oppose le modèle de la «pièce-paysage» à celui de la «pièce-machine»: 
«La plupart des œuvres dramatiques peuvent se situer sur un axe dont un des pôles serait la pièce-machine, et l'autre la pièce-paysage. La pièce-machine est celle dont le système de tension repose sur une intrigue centrée, unitaire, ou un problème à résoudre, mettant en conflit des personnages aux oppositions marquées, habitées par des passion, des sentiments, des vices ou des défauts, des idées, cernées ou du moins cernables. […] À l'autre pôle, la pièce paysage est celle où l'action tend à être plurielle, acentrée – une juxtaposition d'instants se reliant de façon contingente – , où les personnages sont faits chacun d'une diversité de facettes dont la jointure n'est pas donnée à l'avance.»
Portrait d'une femme permet à l’auteur de confronter de manière inédite ces deux modèles. Le tribunal porte en effet les idéaux d’intelligibilité et de généralité de la «pièce-machine» (héritée de La Poétique d’Aristote), valorisant la stabilité des caractères et la logique des actions. Sophie, dont l’existence est présentée sous la forme de séquences disjointes, se réclame de la liberté de recommencer sa vie chaque matin. Cette revendication confinerait à l’irresponsabilité, si elle n’était aussi une façon d’échapper aux normes patriarcales de la France des années 1950.

## Autres représentations
- 1990 - lecture par l'auteur les 16-17 février au Jardin d'hiver du Théâtre Ouvert
- 1991 - mise en onde réalisé par Jean-Pierre Colas
- 1995 - mise en scène Sam Walters

Pièce jouée pour la première fois le 14 février 1995 au Orange Tree Theatre à Richmond. Avec : Nicola Fulljames, Graeme Henderson, Christopher Staines, Colin Farrell, Ian Angus Wilkie, John Hudson, Jan Walters, John Baddeley, Lucy Tregear, Roger Llewellyn, Simon Day. Assistant à la mise en scène : Natasha Betteridge. Lumière : Paul Smailes. Scénographe : Sue Bentinck.
- 2003 - mise en scène par Claude Yersin

Pièce jouée pour la première fois le 11 mars 2003 au Nouveau Théâtre d'Angers à Angers. Avec : Sandrine Attard, Gauthier Baillot, François Béchu, Nicolas Berthoux, Chantal Déruaz, Fabien Doneau, Christophe Gravouil, Elsa Lepoivre, Georges Richardeau, Didier Royant, Didier Sauvegrain, Henri Uzureau. Scénographie et costumes : Chantal Gaiddon. Assistante scénographie et costumes : Séverine Thiébault. Lumières : Stéphanie Daniel. Son et régie son : Vincent Bedouet. Maquillage : Cécile Kretschmar. Accessoires : Philippe Basset. Habillage : Lucie Guilpin. Régie générale : Jocelyn Davière. Régie lumières : Benoit Collet. Régie plateau : Bab Baillot et Olivier Blouineau.
- 2010 - mise en scène de Anne-Marie Lazarini

Pièce jouée pour la première fois le 28 janvier 2010 au Théâtre des Sources à Fontenay-aux-Roses. Avec : Bruno Andrieux, Jacques Bondoux, Gérald Chatelain, Cédric Colas, Jocelyne Desverchère, David Fernandez, Claude Guedj, Sylvie Herbert, Isabelle Mentre, Michel Ouimet et Arnaud Simon. Assistant à la mise en scène : Bruno Andrieux. Musique : Hervé Bourde. Décors et lumière : François Cabanat. Costumes : Dominique Bourde. Collaboration aux costumes : Anne-Marie Underdown et Sophie Heurlin. Construction du décor : Basile Bernard et Hervé Fontaine. Régie : Marcin Bunar.
- 2023 - mise en scène de Matthieu Marie

Pièce jouée pour la première fois le 24 mai 2023 à La Reine blanche à Paris. Avec : Alexandre Becourt, Arthur Boucheny, Lou Dubernat, Inès Fakhet, Gregory Gilles, Clémence Henry, Kessy Huebi-Martel, Matéo Nédellec, Julien Ottavi, Joana Rebelo, Emile Rigaud et MaLou Vezon. Assistants : Hervé Bellamy et Amandine Voiron. Production : La Loutre Cie.

## Éditions
- Théâtre complet (2 vol.), Actes-Sud et éditions de l'Aire, Vevey, 1986.
- Théâtre complet 6, Actes Sud, Arles, 2002.

## Traduction
Portrait of a Woman, traduit en anglais (Royaume Uni) par Donald Watson (1984)